# Níkosz Anasztópulosz
Níkosz Anasztópulosz (Dáfni, 1958. január 22. –)  görög válogatott labdarúgó, edző.
A görög válogatott tagjaként részt vett az 1980-as Európa-bajnokságon.

## Pályafutása
Anasztópulosz 1958. január 22-én született. Pályafutását szülővárosa csapatában kezdte, majd 1977-ben a Paniónioszhoz került. Az 1977-1978-as szezonban mutatkozott be a görög élvonalban. Bemutatkozhatott az európai kupaküzdelmekben is, kétszer is szerepet kapott a holland Twente Enschede ellen és egyszer a svéd IFK Göteborg ellen a Kupagyőztesek Európa-kupájában.
Teljesítményével több klub figyelmét felkeltette, ajánlatot kapott többek közt a Twentétől is, végül 1990-ben az Olimbiakósz labdarúgója lett. Az 1982-1983 szezonban 29 gólt, az 1983-1984 szezonban 18 gólt, az 1985-1986 szezonban 19 gólt, az 1986-1987 szezonban pedig 16 gólt szerzett a pireuszi klub mezében. Az 1982-1983-as idényben kiérdemelte az európai Bronzcipőt.
1987-ben elhagyta Görögországot és az olasz Avellino játékosa lett.  Itt nem sikerült megismételnie a hazai bajnokságban nyújtott teljesítményét, az olasz élvonalban egy gólt sem szerzett. Egy szezont követően visszatért Görögországba.
Ezt követően játszott még a Panióniosz, az Olimbiakósz és az Ionikos csapataiban is, majd az 1993-1994-es szezont követően bejelentette visszavonulását. Az Olimbiakósz történetének egyik legjobb játékosának tartják, a klub színeiben 291 tétmérkőzésen 159 gólt szerzett.

## Sikerei, díjai
Olimbiakósz
- Görög bajnok (4): 1979–80, 1980–81, 1982–83, 1986–87
- Görög kupa (2): 1989–90, 1991–92
- Görög szuperkupa (1): 1992